# کربن آلفا و بتا

کربن آلفا و بتا متصل به گروه کربونیل

در نام‌گذاری ساختارهای آلی، نخستین کربن متصل به گروه عاملی کربن آلفا (α carbon) و دومین کربن، کربن بتا  (β carbon) نام دارد. هم‌چنین هیدروژن متصل به کربن آلفا، هیدروژن آلفا و هیدروژن متصل به کربن بتا، هیدروژن بتا نامیده می‌شود. لازم است ذکر شود که این شیوه نامگذاری مورد تأیید اتحادیه بین‌المللی شیمی محض و کاربردی (آیوپاک) نیست چرا که در روش آیوپاک از اعداد به جای حروف یونانی برای نامگذاری اتم‌ها استفاده می‌شود اما این روش، روشی عامه‌پسند و متداول است.